# Patrick Leonard
Patrick Raymond Leonard (Crystal Falls, Michigan, 14 de març, 1956) és un lletrista, pianista i productor musical estatunidenc i conegut per les nombroses col·laboracions amb la cantant Madonna en moltes peces. Leonard té tres fills: una filla Jessica, escriptora (per a la qual es va escriure la cançó de Madonna Dear Jessie) i dos fills, Sean, que és músic, i Jordan, mapeador de projecció i VJ sota el nom de Pickels Visuals.

## Treball amb d'altres artistes
El seu treball amb Madonna inclou els seus àlbums True Blue (1986), Who's That Girl (1987), Like a Prayer (1989), I'm Breathless (1990) i Ray of Light (1998). Va gravar el documental de Madonna del 2008 I Am because We Are, va tocar els teclats amb ella a Live Aid (1985) i va ser director musical i teclista a The Virgin Tour (1985) i Who's That Girl World Tour (1987).
Leonard ha treballat amb una gran varietat d'artistes, com ara Pink Floyd de finals del període i Roger Waters en solitari, Elton John, Leonard Cohen, Bryan Ferry, Julian Lennon, Rod Stewart, Michael Jackson, Fleetwood Mac, Jeff Beck, Bryan Adams, Peter Cetera, Jewel, Blue October, Duncan Sheik, Michael W. Smith, Marianne Faithfull i Robbie Robertson. Va ser la meitat dels grups d'art pop Toy Matinee amb Kevin Gilbert i Third Matinee amb Richard Page. També ha actuat com a compositor per a diverses pel·lícules i produccions escèniques.
Leonard ha col·laborat amb Leonard Cohen, actuant com a escriptor i productor de Old Ideas del 2012 i Popular Problems del 2014, i coguionista i coproductor de You Want It Darker del 2016. Nevermind, una cançó de Popular Problems que Leonard va co-escriure i produir, va ser el tema principal de la temporada 2 de True Detective d'HBO. Cohen va remarcar que Leonard és un compositor tan magnífic. No crec que hi hagi ningú treballant avui amb aquest tipus d'habilitats. El 1997, Leonard va llançar l'àlbum instrumental Rivers amb el seu propi segell discogràfic, Unitone.
Leonard i la cantant i compositora islandesa Anna Mjöll es van casar el 19 de novembre de 2018 a la ciutat natal de Patrick, Crystal Falls, Michigan.

## Carrera inicial
Va entrar al negoci de la música amb la banda de pop rock Whisper, amb seu a Chicago a finals de la dècada de 1970, i després amb la mateixa pertinença, Trillion (nom canviat per motius legals), amb el futur cantant de Toto Dennis Fergie Frederiksen a la veu principal. La seva primera carrera també va comptar amb breus estades com a teclista a la banda de Frank Zappa el 1976 i The Allman Brothers Band el 1980.
Va passar a actuar com a director musical i teclista principal de la Jackson Victory Tour el 1984.

## Influències
The Lamb Lies Down on Broadway, Dark Side of the Moon (El costat fosc de la lluna), The Wall - això és amb el que vaig créixer i això és el que vaig somiar fer un dia, va recordar el 1992.
Jo era un gran fan de Gentle Giant. un gran fan de Jethro Tull. Però vaig haver d'alimentar els meus fills i escalfar la meva casa, així que vaig escriure algunes cançons amb una nena que es va fer molt popular. És realment així de senzill.

## Treball en cinema i escenari
Crèdits de pel·lícules seleccionats
- Leonard va compondre la partitura de At Close Range (1986). Dirigida per James Foley i protagonitzada per Sean Penn i Christopher Walken. També va co-escriure i produir la cançó Live to Tell de Madonna, molt present a la pel·lícula.[10]
- Partitura composta per a Nothing in Common (1986). Dirigida per Garry Marshall i protagonitzada per Tom Hanks, Jackie Gleason i Eva Marie Saint.[11]
- Partitura composta per a With Honors (1994). Dirigida per Alex Keshishian i protagonitzada per Brendan Fraser i Joe Pesci.[12] Va coescriure i coproduir amb Madonna el tema número 2 dels EUA I'll Remember que va ser nominat a un Globus d'Or i un Grammy.
- Partitura composta per al documental I Am because We Are (2008). Dirigida per Nathan Rissman i escrita i produïda per Madonna.[13]
- Partitura composta per Triumph of the Dream (2012). Un documental del fotògraf i cineasta Norman Seeff que explora el procés creatiu intern dels científics que treballen a la missió NASA Mars rover.[14]
- Partitura composta per a Lullaby (2014). Dirigida per Andrew Levitas i protagonitzada per Garrett Hedlund, Richard Jenkins i Amy Adams.[15]

## Crèdits d'etapa seleccionats
- Leonard va escriure la música de The Ten Commandments: The Musical, una adaptació del musical francès Les Dix Commandements creat per Élie Chouraqui, al costat de la lletrista Maribeth Derry. Va debutar al Kodak Theatre el 21 de setembre de 2004, i va ser dirigit per Robert Iscove amb coreografia de Travis Payne i vestuari de Max Azria. El repartiment original comptava amb Val Kilmer, Lauren Kennedy i Adam Lambert.[16]
- El 2010, Leonard va treballar amb la Martha Graham Dance Company per recompondre la música d'una peça cabdal de Graham que va aparèixer a la reposició de la companyia el 2010 de American Document. L'obra es va estrenar al Joyce Theatre el 8 de juny de 2010.[17]

## Crèdits musicals seleccionats
Amb Madonna (1985-1990, 1994, 1998, 2008)
- com a director musical:
  - The Virgin Tour (1985)
  - Who's That Girl World Tour (1987)
- com a co-escritor[18] i coproductor:[19]
  - De l'àlbum True Blue (1986): Live to Tell, La Isla Bonita, Where's the Party, Calor blanca, L'amor fa girar el món
  - De l'àlbum Who's That Girl (1987): Who's That Girl, The Look of Love
  - De l'àlbum Like a Prayer (1989): Like a Prayer, Cherish, Fins que la mort ens separi, Promet de provar, Prega pels ulls espanyols, Act of Contrition, Estimada Jessie, Oh Father , Sobrenatural
  - De l'àlbum I'm Breathless (1990): Hanky Panky, Cry Baby, He's a Man, Back in Negocis, Alguna cosa per recordar
  - De l'àlbum With Honors (1994): I'll Remember
  - De l'àlbum Ray of Light (1998): Frozen, Nothing Really Matters, Has to Be,  Sky Fits Heaven, Skin
- com a coproductor:
  - Open Your Heart (1986)
  - I'm Going Bananas (1990)
  - Ara et segueixo (1990)
  - Tenir i no aguantar (1998)
  - El poder de l'adéu (1998)
- per a la partitura musical:
  - I Am because We Are (2008) - Leonard va escriure la música del documental escrit, narrat i produït per Madonna.

Amb altres artistes
- Bryan Ferry – va coproduir l'àlbum Bête Noire (1987)
- Duncan Sheik – va produir l'àlbum Daylight
- Nick Kamen - va coescriure la cançó Tell Me amb Madonna (1988)
- Anna Vissi – Apagorevmeno, va escriure i produir cançons, inclosa la cançó del títol
- Jody Watley – La majoria de tot
- Julie Brown - Boys 'R a Drug (1987)
- Donna De Lory - va co-escriure la cançó Just a Dream amb Madonna (1992)
- Pink Floyd - cançó Yet Another Movie de A Momentary Lapse of Reason (1987), coguionista i músic
- Roger Waters – àlbum Amused to Death (1992), coproductor i músic («L'experiència més gratificant que he tingut mai», va dir Leonard. «Adoro Roger. Crec que és genial».[20] Waters va comentar: «M'ha agradat el tall del seu foc. Qualsevol cosa que Pat hagués fet abans no m'interessava. S'havia assegut. a l'Auditorium Theatre, un teatre de Chicago, als catorze anys, veia Pink Floyd jugar Dark Side of the Moon quan encara es deia Eclipse. Ell coneixia tota la meva obra i jo va quedar impressionat».[21])
- Bon Jovi – va coproduir l'àlbum This Left Feels Right
- Fleetwood Mac – Love Shines, Heart of Stone,
- Julian Lennon – àlbum produït, teclats Mr. Jordan, i va coescriure la cançó, Make It Up to You (1989)
- Pat Monahan – L'últim de set
- The Williams Brothers - Alguns es converteixen en estranys (1987)
- Carly Simon - Si no fos amor (1986)
- Boz Scaggs - Cool Running (1988)
- Cheap Trick - Everybody Knows (2009)
- Sheena Easton - No Sound But A Heart (1987)
- Peter Cetera – One Good Woman
- Lara Fabian – va escriure i produir tres cançons per al seu primer àlbum en anglès, Lara Fabian: Part Of Me, Givin' Up On You.  i Yeliel (el meu àngel)
- Natalie Imbruglia – That Day
- Jewel – va produir Spirit i va coescriure la cançó, Hands
- David Darling - 96 anys
- Ilse DeLange – va produir The Great Escape (2006)
- Elton John – The Road to El Dorado (productor i coguionista de Someday Out Of The Blue), Cançons De la costa oest (productor)
- Laura Pausini – From the inside–(productor)
- Ken Hensley (ex–Uriah Heep) – From Time to Time (1994), teclats a There Comes a Time
- Leonard Cohen – Old Ideas (2012), coescriptor i músic
- Leonard Cohen – Popular Problems (2014), coguionista i productor
- Leonard Cohen – You Want It Darker (2016), coguionista, coproductor i músic
- Iris Hond - Dear World (2016), productora
- Leonard Cohen – Thanks for the Dance (2019), coescriptor i músic
- Marianne Faithfull - va coescriure Mother Wolf a Give My Love to London amb Faithfull
- Robbie Robertson – va coescriure Skinwalker a Music for the Native Americans amb Robertson

## Col·laboracions
- I've Got the Cure - Stephanie Mills (1984)
- True Blue - Madonna (1986)
- Abstract Emotions - Randy Crawford (1986)
- Bête Noire - Bryan Ferry (1987)
- Back to Avalon - Kenny Loggins (1988)
- One More Story - Peter Cetera (1988)
- Other Roads - Boz Scaggs (1988)
- Mr. Jordan - Julian Lennon (1989)
- Like a Prayer - Madonna (1989)
- Vagabond Heart - Rod Stewart (1991)
- Amused to Death - Roger Waters (1992)
- I'll Lead You Home - Michael W. Smith (1995)
- Spirit - Jewel (1998)
- Lara Fabian - Lara Fabian (1999)
- Ronan - Ronan Keating (2000)
- Songs from the West Coast - Elton John (2001)
- Anastacia - Anastacia (2004)
- The Great Escape - Ilse DeLange (2006)
- Mind How You Go - Skye Edwards (2006)
- Taking Chances - Céline Dion (2007)
- Last Days at the Lodge - Amos Lee (2008)
- Απαγορευμένο - Άννα Βίσση (2009)
- Like a Man - Adam Cohen (2011)
- Old Ideas - Leonard Cohen (2012)
- Popular Problems - Leonard Cohen (2014)
- We Go Home - Adam Cohen (2014)
- You Want It Darker - Leonard Cohen (2016)
- Thanks for the Dance - Leonard Cohen (2019)